# امین آریستاکسیان
امین آسپتی آریستاکسیان' (ارمنی: Էմին Ասպետի Արիստակեսյան؛ زاده ۱۹ نوامبر ۱۹۳۶ - درگذشته ۱۷ نوامبر ۱۹۹۸) آهنگساز اهل ارمنستان بود.

## زندگی‌نامه
وی در ۱۹ نوامبر ۱۹۳۶ در ایروان به دنیا آمد و از کنسرواتوار دولتی کومیتاس ایروان (۱۹۶۱) فارغ‌التحصیل گشت. وی همچنین برنده جوایزی همچون چهره هنری شایسته ارمنستان شوروی شد. وی در ۱۷ نوامبر ۱۹۹۸ در سن ۶۱ سالگی در مسکو درگذشت و در آرامستان مرکزی ایروان (توخماخ) به خاک سپرده شد.